# 市瀬恭次郎
市瀬 恭次郎（いちのせ きょうじろう、1867年7月24日（慶応3年6月23日） - 1928年（昭和3年）8月15日）は、明治から大正時代の土木工学者、内務技監、大日本帝国陸軍軍人。

## 経歴・人物
市瀬亨介の次男として丹波国多紀郡（現丹波篠山市）に生まれ、1893年（明治26年）3月、分家する。1890年（明治23年）7月、帝国大学工科大学土木科を卒業し、工学士の称号を得る。1911年（明治44年）工学博士。同年、内務省土木監督署に出仕し、技師試補を拝命。さらに12月には陸軍志願兵となり日清戦争に従軍。1892年（明治25年）8月、陸軍歩兵少尉に進む。1893年（明治26年）11月、土木監督署技師に任じ、広島土木監督署在任中に児島港築港事業に従事した。1895年（明治28年）陸軍歩兵中尉となり、終戦を迎える。
1897年（明治30年）内務技師となり、翌年から1年間、欧米に出張する。1905年（明治38年）土木局調査課に転じ、関門海峡における潮流に関する研究で功績を挙げ、ついで1913年（大正2年）内務省仙台土木出張所所長となり北上川改修工事を監督。さらに土木局調査課長兼直轄工事課長を経て、1919年（大正8年）神戸土木出張所長となり神戸港の拡張工事を指揮し、土木局調査課長心得、1924年（大正13年）内務技監を歴任。任官中に死去した。児島湾理築工事、神戸港拡張工事、北上川改修工事などに関与した。ほか、港湾調査会委員、道路会議議員等の委員を歴任した。
1928年（昭和3年）発足した内務系技術官の組織である土木倶楽部では会長を務め、技術官の地位向上や待遇改善に尽力した。

## 親族
- 妻：市瀬むつ（前島密三女）
- 兄：市瀬禎太郎（教育者）
- 弟：市瀬敬三郎（陸軍少将）
- 三女：たつ子（政治家・高田早苗の養子となる）